# William Westmoreland
William Childs Westmoreland (26 tháng 3 năm 1914 – 18 tháng 7 năm 2005) là đại tướng của Hoa Kỳ. Ông từng giữ chức Tư lệnh Bộ chỉ huy Cố vấn Quân sự Mỹ tại miền Nam Việt Nam (Military Assistance Command Vietnam, MACV), từ năm 1964 đến năm 1968, Tham mưu trưởng Lục quân Hoa Kỳ từ 1968 đến 1972.

## Con đường binh nghiệp
William C. Westmoreland sinh ngày 26 tháng 3 năm 1914 tại Saxon, tiểu bang Nam Carolina, Hoa Kỳ. Ông tốt nghiệp Học viện quân sự West Point năm 1936, sau đó phục vụ trong binh chủng pháo binh. Trong Chiến tranh thế giới thứ hai, ông phục vụ trong Sư đoàn 9 Bộ binh Hoa Kỳ, tham chiến trên các chiến trường từ Bắc Phi, Tunisia đến Sicilia và châu Âu. Tháng 7 năm 1944, ông được thăng quân hàm Đại tá.
Sau Thế chiến, ông lần lượt giữ nhiều chức vụ quan trọng khác nhau, trong đó ông làm giảng viên tại trường đào tạo sĩ quan quân đội Fort Leavenworth trong hai năm 1950-1951. Năm 1952-1953, ông được bổ nhiệm làm Tư lệnh Lữ đoàn 187 trong chiến tranh Triều Tiên và vào tháng 11 năm 1952, ông được thăng quân hàm Chuẩn tướng.
Sau khi chiến tranh Triều Tiên kết thúc, ông trở về nước làm Tổng Thư ký Bộ Tổng Tham mưu, dưới quyền của tướng Maxwell D. Taylor (1955-1958), người mà về sau trở thành đồng nghiệp thân cận của ông trong suốt thời kỳ chiến tranh Việt Nam. Tháng 12 năm 1956, ông được thăng quân hàm Thiếu tướng. Từ năm 1958-1960, ông là Tư lệnh Sư đoàn 101. Từ năm 1960-1963, ông làm Hiệu trưởng của Học viện quân sự West Point.
Tháng 7 năm 1963, ông được thăng quân hàm Trung tướng và được để cử giữ chức Tư lệnh phó Bộ chỉ huy Cố vấn Quân sự Mỹ tại miền Nam Việt Nam (MACV), dưới quyền tướng 4 sao Paul Harkins. Đến tháng 8 năm 1964, ông được cử làm Tư lệnh của MACV thay cho tướng Paul Harkins. Cũng trong thời gian này ông được thăng quân hàm Đại tướng.
Giai đoạn mà Westmoreland giữ chức tư lệnh MACV là giai đoạn quân Mỹ trực tiếp tham chiến tại Việt Nam với số lượng rất đông mà đỉnh điểm lên đến hơn 50 vạn lính Mỹ. Ông cũng là tác giả của chiến thuật "Tìm và Diệt" (Search and Destroy), tuy nhiên chiến thuật này đã bị thất bại nặng nề vì nó không thể làm lung lay tinh thần chiến đấu của đối phương là Quân Giải phóng. Ngoài ra, ông cũng không thể dự đoán trước được rằng Biến cố Tết Mậu Thân sẽ xảy ra. Chính vì vậy, tháng 7 năm 1968, Tổng thống Johnson đã cử tướng Creighton Abrams làm Tư lệnh của MACV thay thế cho ông.
Ông sau đó quay trở về nước và tiếp tục giữ chức Tham mưu trưởng Lục quân Hoa Kỳ. Ngày 30 tháng 6 năm 1972 ông từ giã sự nghiệp quân sự và tham gia chính trường. Năm 1974, ông được đảng Cộng hòa đề cử làm ứng cử viên tránh cử cho chức vụ Thống đốc bang Nam Carolina, nhưng thất bại. Sau đó, ông không còn tham gia chính trường nữa và tập trung vào sự nghiệp văn học, ông cho xuất bản cuốn hồi ký có tên là "A Soldier Reports" (Tường trình của một quân nhân) nói về cuộc đời binh nghiệp của ông.
Năm 1947, ông lập gia đình với Katherine S. Van Deusen, một người phụ nữ Mỹ mang quốc tịch Hà Lan.
Westmoreland qua đời một cách bình lặng tại nhà riêng vào ngày 18 tháng 7 năm 2005. Tang lễ của ông không được tổ chức theo nghi thức quốc tang theo di nguyện của ông, mà sẽ được gia đình ông cử hành tại nhà riêng của ông.

## Chiến thuật "Tìm và Diệt"
Trong thời gian giữ chức Giám đốc Học viện West Point, Westmoreland đã thực hiện việc thay đổi giáo trình huấn luyện cho phù hợp với tình hình chiến tranh thời bấy giờ. Đó cũng là lý do ông được cử sang Việt Nam và nắm giữ quyền chỉ huy các lực lượng đồng minh tại Nam Việt Nam. Ông cho rằng cuộc chiến tranh Việt Nam là một cuộc chiến tranh không có chiến tuyến, vùng kiểm soát của 2 bên thường thay đổi và trộn lẫn vào nhau theo hình thái "da báo". Ông đã đưa ra chiến lược: Bảo vệ vùng duyên hải và ngăn chận đường xâm nhập của đối phương, sau đó sử dụng chiến thuật "Tìm và Diệt" (Search and Destroy) để làm tiêu hao lực lượng của đối phương trên toàn lãnh thổ miền Nam Việt Nam.
Chiến thuật "Tìm và Diệt" thực hiện trên cơ sở ưu thế tuyệt đối về hỏa lực và khả năng cơ động của quân Mỹ, có thể nhanh chóng phát hiện và cơ động đến để tiêu diệt vị trí của đối phương. Bên cạnh đó, chủ trương thường xuyên mở các cuộc hành quân thẳng vào các căn cứ địa của đối phương không nhằm mục tiêu xâm chiếm và kiểm soát lãnh thổ, mà để tiêu diệt các bộ phận sinh lực đối phương. Quân Mỹ sẽ thực hiện phương án tác chiến "Tìm thấy, Tấn công và Thanh toán" (Find, Fix, and Finish), sau đó trở về căn cứ của mình và chuẩn bị cuộc hành quân khác.
Thực hiện chiến thuật này, hàng loạt các cuộc hành quân lớn của quân Mỹ ở Việt Nam như Attelboro, Cedar Falls, Gadsden, Tucson và Junction City được thực hiện. Tuy nhiên, hoạt động của quân Mỹ được đánh giá là không hiệu quả do chủ yếu được huấn luyện và trang bị để chiến đấu ở chiến trường châu Âu, nên gặp rất nhiều khó khăn khi phải chiến đấu trong rừng rậm ở Việt Nam. Bên cạnh đó, viên tướng chỉ huy Quân Giải phóng là Nguyễn Chí Thanh cũng đưa ra những biện pháp đối phó hữu hiệu làm hạn chế sức mạnh của quân Mỹ như chiến thuật gài bẫy nhằm vô hiệu hóa sự cơ động, và đặc biệt là chiến thuật áp sát khi giao chiến (còn gọi là "Bám thắt lưng địch mà đánh") làm hạn chế rất nhiều thế mạnh về hỏa lực của quân Mỹ.
Chiến thuật "Tìm và Diệt" gặp rất nhiều sự chỉ trích của các tướng lĩnh khác vì cho rằng vai trò của quân Mỹ tại Nam Việt Nam là thiết lập một số đầu cầu và bảo vệ những đầu cầu đó, để Quân lực Việt Nam Cộng hòa mở các cuộc hành quân tấn công đối phương; hoặc là để giúp bình định và chống chiến tranh nổi dậy chứ không phải để mở những cuộc hành quân. Một số kết quả chiến trường cũng đã chứng minh được Westmoreland đã thất bại. Vì thế, ông thường yêu cầu tăng thêm quân nhưng vẫn không thể ngăn chặn được sự phát triển của đối phương.

## Tác phẩm
- William C. Westmoreland, A Soldier Reports, Garden City, N.Y.: Doubleday, 1976.